# Nesobasis pedata
Nesobasis pedata là một loài chuồn chuồn kim trong họ Coenagrionidae.
Nesobasis pedata được Donnelly miêu tả khoa học năm 1990.